# Georges Chastellain
Georges Chastellain o Chastelain, Castellanus , (Gante, 1405, Neuss, 20 de marzo de 1475) fue un literato, cronista y poeta flamenco.
Visitó España, Francia, Italia e Inglaterra, en donde destacó por su destreza y su valor. El duque de Borgoña, Felipe el Bueno, lo tomó a su servicio como escudero haciéndole miembro de su consejo privado. Murió en el asedio de Neuss, en el que acompañaba al príncipe. Fue nombrado caballero de la Orden del Toisón de Oro en 1473.

## Obra
- Crónica de los duques de Borgoña 1461-1469, publicada en 1827 por Jean Alexandre Buchon;
- Recolección de las maravillas acaecidas en mi tiempo, en prosa y en verso, obra muy interesante, pero perdida en su mayor parte (lo que permanece fue publicado y continuado por Jean Molinet, París, 1531);
- Crónica de Normandía, publicada en Londres, 1850.

Se le atribuye erróneamente La Historia del buen caballero Jacques de Lalaing. 
El barón Joseph Bruno Marie Constantin Kervyn de Lettenhove publicó en Bruselas sus Obras Completas a partir de 1863. Amplios extractos de su "Declaración de todos los altos hechos y gloriosas aventuras del duque Felipe de Borgoña, al que se conoce como el Gran Duque y el Gran León", y de su "Chronique" se encuentran en Splendeurs de la Cour de Bourgogne.

## Literatura
- Gabriel Pérouse (1874–1928). Georges Chastellain. Etude sur l'histoire politique et littéraire du XVe siècle, Paris, Champion, 1910.

- Kenneth Urwin. Georges Chastelain. La vie. Les œuvres, Paris, P. André, 1937; Genf, Slatkine, 1975.

- Kurt Heilemann. Der Wortschatz von Georges Chastellain nach seiner Chronik, Borna, Noske; Paris, Droz, 1937 (dis. Leipzig).

- Karl Hemmer. Georges Chastellain (1405-75). Dichter und Ratgeber seines Fürsten. Lehrer seiner Zeit, dis. Münster 1937.

- Marga Krabusch. Georges Chastellain als Geschichtsschreiber und Betrachter des politischen Lebens in seiner Zeit. Studien zur französisch-burgundischen Historiographie des ausgehenden Mittelalters, dis. Heidelberg 1950 (Maschinenschrift).

- Jean-Claude Delclos. Le témoignage de Georges Chastellain. Historiographe de Philippe le Bon et de Charles le Téméraire, Genf, Droz, 1980 (tesis, Sorbonne, 1977)

- Graeme Small. George Chastelain and the shaping of Valois Burgundy. Political and historical culture at court in the fifteenth century, Londres, Royal historical society, 1997.

- Estelle Doudet. Poétique de George Chastelain,1415-1475. Un cristal mucié en un coffre, Paris, Champion, 2005 (tesis, Sorbonne, 2002).

- Virginie Minet-Mahy. L'automne des images. Pragmatique de la langue figurée chez George Chastelain, François Villon et Maurice Scève, Paris, Champion, 2009 (introducción de David Cowling,  Jean Gerson).

### Manual de información
- Laffont-Bompiani. Le nouveau dictionnaire des auteurs de tous les temps et de tous les pays, Paris 1994, p. 645–646 (Reihe Bouquins).

- Armand Strubel, „Chastellain, Georges“, en: Dictionnaire des écrivains de langue française, ed. Jean-Pierre Beaumarchais, Daniel Couty y Alain Rey, Paris, Larousse, 2001, p. 331.